# NGC 237
NGC 237 (другие обозначения — UGC 461, MCG 0-2-136, ZWG 383.79, KARA 33, IRAS00408-0023, PGC 2597) — спиральная галактика с перемычкой (SBc) в созвездии Кит.
По оценкам, расстояние до млечного пути 190 миллионов световых лет, диаметр около 90 000 световых лет.
Класс яркости NGC 237 III—IV и имеет широкую линию HI. Это также активная галактика типа Сейферта и галактика ЛИНЕР, то есть галактика, ядро которой имеет спектр излучения, характеризующийся большими линиями слабо ионизованных атомов.
NGC 237 является частью группы NGC 192. Эта группа галактик включает в себя по меньшей мере 5 других галактик: NGC 173, NGC 192, NGC 196, NGC 197 и NGC 2017. Четыре из галактик в этой группе (NGC 192, NGC 196, NGC 197 и NGC 201) также являются частью компактного пакета Hickson HCG 7.
Объект был обнаружен 27 сентября 1867 года американским астрономом Трумэном Генри Саффордом.
Этот объект входит в число перечисленных в оригинальной редакции «Нового общего каталога».